# Escarpe

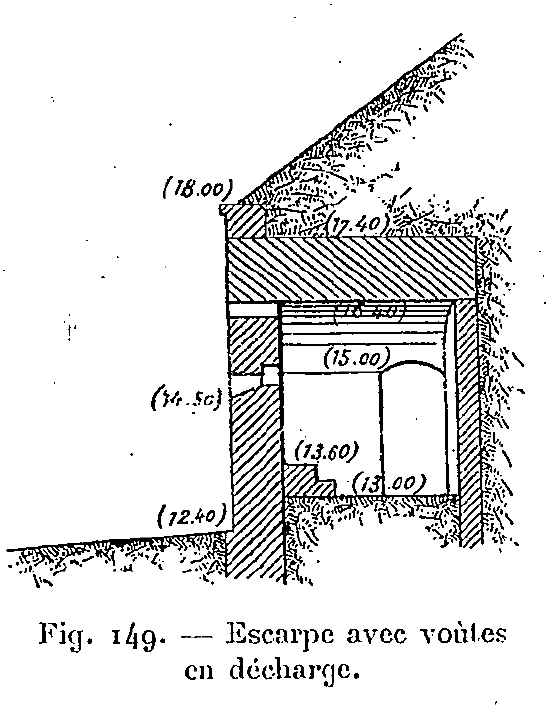
Coupe d'une galerie de fusillade à la Chasseloup-Laubat.

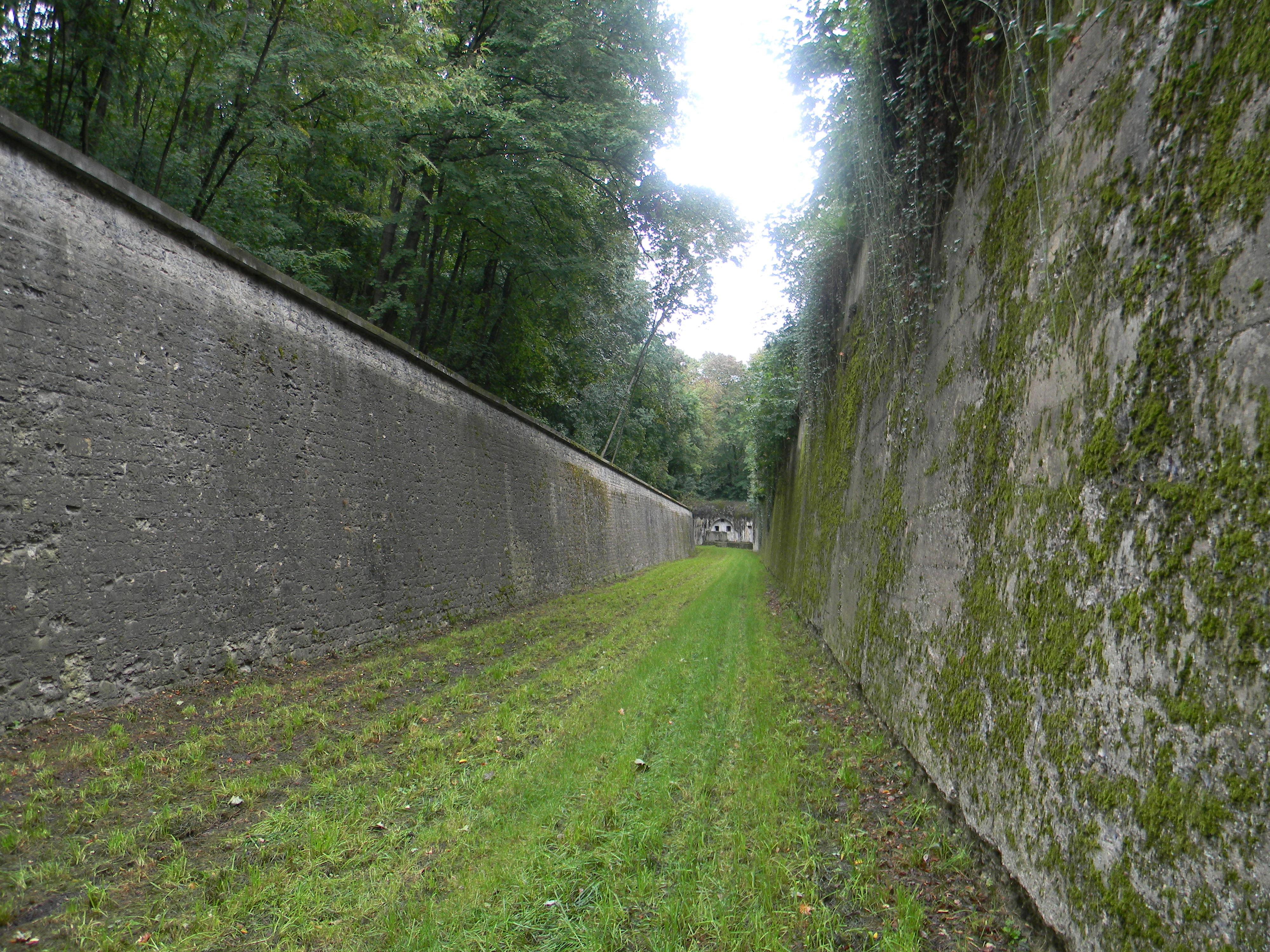
Exemple du fort de Saint-Priest, présentant une escarpe et contrescarpe revêtues en maçonnerie. Au bout, le coffre de contrescarpe assure la défense du fossé, large de 10 m et haut de 8 m, pour une longueur totale de 770 m autour du fort.

L'escarpe est le talus intérieur du fossé d'un ouvrage fortifié qui regarde la campagne.

## Présentation
« L'escarpe est celui des deux talus d'un fossé qui se trouve du côté de la place, le talus opposé étant la contrescarpe. L'escarpe est soit en terre, soit revêtue en maçonnerie. Les premières escarpes, hautes et verticales, rappelaient les murailles antérieures où le rôle de la contrescarpe était insignifiant. L'emploi de l'artillerie tirant de loin fit sentir le besoin de défiler les escarpes contre les coups, d'où l'idée de les réduire et de les enterrer dans un fossé. »

L'escarpe, en fortification bastionnée puis polygonale, est le talus en forte pente, dite terre coulante, ou le mur maçonné qui borde le fossé du côté de la fortification et qui fait donc face à l'ennemi. Avec le développement des bouches à feu, l'escarpe est devenue la partie principale d'un système fortifié plus étalé.
Vauban a donné aux escarpes des hauteurs différentes suivant qu'il s'agissait des dehors ou de l'ouvrage principal.  À la fin du XVIIIe siècle, Lazare Carnot (1753-1823) a préconisé le recours à l'escarpe détachée ou semi-détachée : mur large de 1 à 3 mètres et haut de 5 mètres, n'ayant pas à supporter la poussée des terres (escarpe dite détachée) ou la supportant jusqu'à mi-hauteur (escarpe semi-détachée). François de Chasseloup-Laubat (1754-1833) est l'initiateur des escarpes (et contrescarpes) à voûte en décharge avec créneaux de fusillades : Derrière les arcs de décharge, fermés par des murs (sauf les parties supérieures pour  l'aération), où passe une galerie de fusillade, des meurtrières sont ouvertes sur le fossé. Le fort de Bron possède à la fois une escarpe semi-détachée et une contrescarpe avec créneaux de fusillade.
À partir de 1885, l'usage des obus-torpilles à grand pouvoir de destruction a diminué l'importance de l'escarpe au profit de la contrescarpe moins vulnérable aux tirs adverses. À la fin du XIXe siècle, afin d'interdire l'ascension des escarpes en terre coulante, le génie militaire a recommandé la pose, en avant d'elles, de grilles de 4 à 5 mètres de haut équipées de fraises, jouant le rôle d'escarpes détachées.
C'est sur les escarpes que se sont greffées les 3 casemates successives de défense des fossés :
- la caponnière médiévale apparue dans la seconde moitié du XVe siècle sous le nom de «moineau » ;
- la caponnière de la fortification bastionnée, un chemin protégé imaginé par Vauban au XVIIe siècle ;
- la caponnière contemporaine de la fin du XIXe siècle propre à la fortification polygonale.